# Advances in Biological Chemistry
Advances in Biological Chemistry (abgekürzt Adv. Biol. Chem.) ist eine wissenschaftliche Fachzeitschrift, die zweimonatlich im Peer-Review-Verfahren bei Scientific Research Publishing erscheint. Die Zeitschrift erschien erstmals 2011 und behandelt Themen aus dem Bereich der Biochemie. Thematisiert werden unter anderem Aspekte aus den Bereichen Bioverfahrenstechnik, Biokatalyse, Immunologie, Pharmakologie, Toxikologie, Enzymologie, Medizinische Chemie und Synthetische Biologie. Chefredakteur der Zeitschrift ist Gary W. Black von der Northumbria University.